# Gloydius tsushimaensis
Gloydius tsushimaensis (japanisch ツシママムシ, Tsushima Mamushi) ist eine Vipernart der Gattung Gloydius, die zur Unterfamilie der Grubenottern (Crotalinae) gehört.

## Merkmale und Lebensweise
Gloydius tsushimaensis ist als Vipernart giftig. Adulte Tiere haben eine Länge von etwa 40 bis 60 Zentimetern. Die viviparen Weibchen gebären im September ungefähr 5 Jungtiere. Frösche sind die Hauptnahrung der hauptsächlich tagaktiven, terrestrischen Vipern. Sie ernähren sich jedoch auch von Mäusen, Eidechsen und kleinen Vögeln. Zu den Lebensräumen der Vipern gehören Wälder, Reisfelder und Wasserläufe.

## Verbreitungsgebiet und Gefährdung

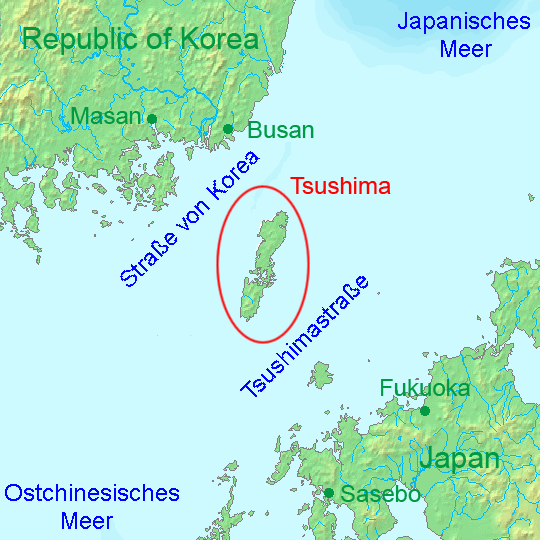
Lage der Insel Tsushima

Gloydius tsushimaensis ist auf der japanischen Insel Tsushima endemisch, die zwischen Kyūshū und Südkorea im Japanischen Meer liegt.
Die Art wird von der IUCN als nicht gefährdet („Least Concern“) eingestuft, da sie auf Tsushima häufig vorkommt.

## Systematik
Die Art wurde 1994 von Kiyoshi Isogawa, Akira Moriya und Sadaaki Mitsui unter dem Taxon Agkistrodon tsushiamensis erstbeschrieben. Das Artepitheton leitet sich vom Verbreitungsgebiet der Art auf Tsushima ab. Es werden keine Unterarten unterschieden.
Eine weitere in Japan verbreitete Art der Gattung Gloydius ist die Mamushi (Gloydius blomhoffii). Diese kommt jedoch nicht auf Tsushima vor.